# Barbus longiceps
Barbus longiceps är en fiskart som beskrevs av Achille Valenciennes 1842. Barbus longiceps ingår i släktet Barbus och familjen karpfiskar. IUCN kategoriserar arten globalt som sårbar. Inga underarter finns listade.